# أولاد عبو (أولاد مسعود سايس)
أولاد عبو هو دُوَّار يقع بجماعة سبت سايس، إقليم الجديدة، جهة الدار البيضاء سطات في المملكة المغربية. ينتمي الدوّار لمشيخة أولاد مسعود سايس التي تضم 18 دوار. يقدر عدد سكانه بـ 111 نسمة حسب الإحصاء الرسمي للسكان والسكنى لسنة 2004.

## روابط خارجية
- البوابة الوطنية للجماعات الترابية
- المندوبية السامية للتخطيط